# Adolf Brudes
Adolf Brudes, nemški dirkač Formule 1, * 10. februar 1899, Kotulin, Nemčija, † 18. marec 1986, Bremen, Nemčija.
Adolf Brudes je pokojni nemški dirkač Formule 1. V svoji karieri je nastopil le na domači dirki za Veliko nagrado Nemčije v sezoni 1952, kjer je z dirkalnikom Veritas RS lastnega privatnega moštva odstopil v petem krogu zaradi okvare motorja. Umrl je leta 1986.

## Popolni rezultati Formule 1
(legenda) (odebeljene dirke pomenijo najboljši štartni položaj, poševne pa najhitrejši krog, †-uvrščen kljub odstopu)
| Leto | Moštvo       | Šasija     | Motor          | 1   | 2   | 3   | 4   | 5  | 6       | 7   | 8   | Prv | Toč |
| ---- | ------------ | ---------- | -------------- | --- | --- | --- | --- | -- | ------- | --- | --- | --- | --- |
| 1952 | Adolf Brudes | Veritas RS | BMW Straight-6 | ŠVI | 500 | BEL | FRA | VB | NEM Ret | NIZ | ITA | -   | 0   |